# Carretera Federal 190
La Carretera Federal 190 es una Carretera Federal de México, y una parte de la Carretera Panamericana. La Carretera Federal 190 se divide en dos segmentos: el primer segmento viaja desde Tehuantepec, Oaxaca en el este hasta la ciudad de Puebla, Puebla en el oeste. El segundo segmento viaja desde La Ventosa, Municipio de Juchitán de Zaragoza, Oaxaca en el oeste hacia el este hasta Ciudad Cuauhtémoc, Chiapas. El segundo segmento de la Carretera 190 termina en una garita entre Guatemala y México en Ciudad Cuauhtémoc. La ruta de la Carretera Panamericana, desde ese punto, se continúa en Guatemala como Carretera Centroamericana 1 (CA-1).
Como una parte de la Carretera Panamericana, es una ruta importante para los migrantes que viajan hacia el norte desde América Central . Fue el sitio del trágico accidente de camión en Chiapas en 2021, que mató a 55 migrantes e hirió a más de 100 migrantes. Las víctimas, en su mayoría, fueron guatemaltecos que se dirigían a los Estados Unidos, entre las localidades de Chiapa de Corzo y Tuxtla Gutiérrez en Chiapas . Los migrantes estaban escondidos en un contenedor en la parte trasera del camión.